# 毛元翼
毛元翼（1710年8月23日（康熙四十九年閏七月廿九日）—1769年11月19日（乾隆三十四年十月二十二日）），和名池城親方安命，琉球國第二尚氏王朝政治家、三司官。
毛元翼是毛氏池城殿內第十世當主。他是池城親方安本之子，也是三司官毛天相（池城親方安倚）之孫。乾隆十九年（1754年），毛元翼以耳目官的身份，與正議大夫蔡宏謨（宮城親雲上）一起出使清朝進貢，並為尚穆王請求冊封。使團於乾隆二十一年（1756年）回國，按照慣例應當出使薩摩藩報告，但由於冊封使船隊到達的緣故，因此不去薩摩藩報告。至乾隆二十二年（1757年）時，毛元翼才被陞為紫巾官，奉命出使薩摩藩，報告進貢使團歸國之事。乾隆二十四年（1759年），以年頭使的身份再次出使薩摩藩，翌年回國。乾隆二十五年庚辰十二月五日（1761年1月10日）就任三司官。翌年，尚穆王賜給他紫地浮織冠。乾隆三十四年己丑十月二十二日（1769年11月19日）卒，壽六十歲。